# Bajka
Bajka (in ungherese Bajka) è un comune della Slovacchia facente parte del distretto di Levice, nella regione di Nitra.